# Вильгельм (ландграф Гессен-Филипсталя)
Вильгельм Гессен-Филипстальский (нем. Wilhelm von Hessen-Philippsthal; 29 августа 1726, Филипсталь, Гессен-Кассель — 8 августа 1810, Филипсталь, Королевство Вестфалия) — ландграф Гессен-Филипсталя из Гессенского дома.

## Биография
Вильгельм — старший сын ландграфа Карла I Гессен-Филипстальского и его супруги Каролины Кристины (1699—1743), дочери герцога Иоганна Вильгельма Саксен-Эйзенахского. В 1770 году наследовал своему отцу в Гессен-Филипстале.
Вильгельм состоял на голландской службе генералом кавалерии и занимал должность губернатора Хертогенбоса. В 1806 году Филипсталь был захвачен французами и подчинён королевству Вестфалия.

## Потомки
26 июня 1755 года в Турне Вильгельм женился на своей кузине Ульрике Элеоноре (1732—1795), дочери ландграфа Вильгельма Гессен-Филипсталь-Бархфельдского. У них родились:
- Каролина Вильгельмина Анна Мария (1756)
- Карл (1757—1793), подполковник гвардейского полка Гессен-Касселя, женат на принцессе Виктории Амалии Эрнестине Ангальт-Бернбургской (1772—1817), дочери Франца Адольфа Ангальт-Бернбург-Шаумбург-Хоймского
- Вильгельм (1758—1760)
- Фридерика Ульрика Луиза (1760—1771)
- Юлиана (1761—1799), замужем за графом Филиппом II Эрнстом Шаумбург-Липпским
- Фридрих (1764—1794), состоял на военной службе в Гессен-Касселе, России и Голландии, умер от боевых ран
- Вильгельм (1765—1766)
- Людвиг (1766—1816), ландграф Гессен-Филипсталя, женат на графине Марии Франциске Берге фон Трипс (1771—1805)
- Шарлотта Вильгельмина (1767)
- Эрнст Константин (1771—1849), ландграф Гессен-Филипсталя, женат на принцессе Луизе Шварцбург-Рудольштадтской (1775—1808), затем на Каролине Гессен-Филипстальской (1793—1872)